# Vörös Szonja (film)
A Vörös Szonja (eredeti cím: Red Sonja) 1985-ben bemutatott amerikai fantasy-kalandfilm, melyet Clive Exton és George MacDonald Fraser forgatókönyvéből Richard Fleischer rendezett. A címszereplő, aki Robert E. Howard író tollából született, az azonos nevű Marvel Comics-képregényszereplő megalkotását is inspirálta. A film zenéjét Ennio Morricone szerezte. A főbb szerepekben Brigitte Nielsen, Sandahl Bergman, Paul Smith, Ronald Lacey és Arnold Schwarzenegger látható. 
A film ugyanabban a fiktív, történelem előtti érában, a hybóriai korszakban játszódik, mint Howard Conan, a barbár történetei. Vörös Szonja, a fiatal harcosnő egy gonosz uralkodónőt próbál megállítani, aki egy veszedelmes erejű relikviával akarja leigázni a világot. Küldetésében a világ megmentésén túl személyes bosszú is hajtja. 
Az Amerikai Egyesült Államokban 1985. július 3-án mutatták be a filmet a Metro-Goldwyn-Mayer forgalmazásában. Negatív kritikákat kapott és hatalmas anyagi bukás lett. Ennek ellenére a 2020-as években tervezik a film remake-jének elkészítését.

## Cselekmény
Vörös Szonja volt a neve. Vad világban élt, szilaj időkben... Rettenthetetlen harcos volt, a haja tűzvörös. Igazságszeretete és bosszúszomja legendássá vált a Hybóriai Királyságban. Így kezdődött a legenda.
Sonját, a fiatal vörös hajú nőt katonák megerőszakolják  és sorsára hagyják. Az elkövetők a zsarnok Gedren királynő emberei, aki megölette Sonja szüleit és testvérét. Mint kiderül, a lány korábban visszautasította a leszbikus Gedren szexuális ajánlatát és megsebezte annak arcát. Sonja bosszúkiáltására válaszul egy névtelen női szellem jelenik meg: Sonját mesteri kardforgató készséggel ajándékozza meg, azzal a feltétellel, hogy a lány csak annak a férfinak adhatja oda magát, aki előtte sportszerű kardpárbajban legyőzte őt. Sonja egy Nagymester nevű öreg vívásoktatóval edz és rajta kívül egyetlen férfiban sem tud megbízni. A Nagymester kijelenti, hogy a lány elsajátította a kardforgatás legmagasabb szintjét és egy kardot ajándékoz neki. 
A közeli templomban Varna, Sonja nővére, egy papnőkből álló rend tagja fontos szertartásra készül. Egy Talizmán nevezetű rejtélyes relikviát akar eltüntetni, amely létrehozta a világot és annak minden élő teremtményét. Az irányíthatatlansága miatt veszélyessé vált Talizmánt csak nők érinthetik meg (a férfiak az érintésére nyomtalanul eltűnnek). Gedren serege és a királynő szárnysegéde, Ikol közbeavatkozik, lemészárolják a papnők és védelmezőik többségét, megakadályozva a Talizmán örök sötétségbe űzetését. 
Varna végignézi, ahogy Gedren ellopja a relikviát és emberei az életben maradt papnőket a Talizmánnak korábban rejtekhelyet nyújtó verembe dobatja. A papnő azonban halálos sebet kap, Hyrkania lordja, Kalidor talál rá, majd megkeresi és elviszi hozzá Sonját. Halála előtt Varna figyelmezteti testvérét: keresse meg a Talizmánt és taszítsa az örök sötétségbe, mielőtt az szélviharok és földrengések által elpusztítaná a világot. Kalidor csatlakozni akar hozzá a küldetésben, de a lány elutasítja.
Sonja szemtanúja lesz a Talizmán erejének és az immár lerombolt Hablock városába lovagol. Itt találkozik a fiatal és makacs Tarn herceggel, valamint annak szolgálójával és testőrével, Falkonnal. Elmesélik a lánynak, hogy Gedren a Talizmánnal rombolta le a várost, miután Tarn nem adta meg magát. Tarn kijelenti, el fogja taposni Gedrent. Sonja megtudja tőlük az is, hogy Gedren Berkubane-ban, az Örök Éjszaka honában tartózkodik.
A hegy kapujához érve a harcosnő megküzd Lord Brytaggal, mert az továbbhaladásáért cserébe meg akarja kapni őt. Sonja a párbajban végez vele és megszerzi a kapu kulcsait, de Brytag túlerőben lévő emberei körbeveszik. Kalidor, aki titokban követte Sonját, rájuk támad, lehetőséget adva a nőnek a menekülésre. Ő ismét találkozik Tarnnal, a fiút épp banditák kínozzák. Sonja megöli a gazembereket és megmenti a herceget. A csapat Falkonnal együtt továbbutazik Berkubane felé. Gedren varázslója egy mágikus tükörben figyeli a közeledőket: a királynő felismeri Sonját és sértetlenül akarja elfogatni. Gedren a Talizmánnal vihart keltve egy vizes barlangba kényszeríti visszavonulásra ellenségeit, ahol a zsarnok szabadon ereszti sárkányszerű gyilkos gépezetét. Kalidor ismét megjelenik, segít Sonjának megvakítani a mechanikus bestiát, így el tudnak menekülni előle.
Kalidor csatlakozik Sonjához, ő ezúttal elfogadja a férfi kíséretét, miután megtudja: a múltban Kalidor nemes felmenői bízták rá a papnőkre a Talizmánt. Kalidor flörtölni kezd vele, ám a lány közli, hogy csak akkor lehet az övé, ha párbajban legyőzte. A főúr kihívja egy kardpárbajra Sonját, ami döntetlennel végződik, hiába próbálja meg Tard zavarni a harcoló férfit. A Berkubane várhoz érve a kapunál hagyják Tardot őrködni, ezzel védve a fiú életét.
Ikol rádöbbenve, hogy az őrült királynő nem hajlandó abbahagyni a kiszámíthatatlanná váló Talizmán használatát, Hablock aranyával teli zsákokkal tervez elmenekülni. Sonja a tanácsteremben találkozik Gedrennel és megöli annak varázslóját, mialatt Kalidor és Falkon az őrökkel küzd meg az étkezőben. Ikolt Tarn tartóztatja fel, a királynő egykori emberével párbajuk után a rázuhanó kapu végez. A küzdelemben alulmaradó Gedren a Talizmán termébe húzódik vissza. A relikvia túl erőssé válik és megrepeszti a padlót, alatta lávafolyam tűnik fel. Sonja átdöfi kardjával Gedrent, aki belezuhan a lávába, majd a harcosnő a Talizmánt is utánadobja. 
Berkubane vára megsemmisül, de a főhősök időben ki tudnak menekülni. Egy rövid, játékos kardpárbaj után Sonja és Kalidor megcsókolják egymást. Tarn és Falkon visszaindul Hablockba, újjáépíteni a várost.

## Szereplők

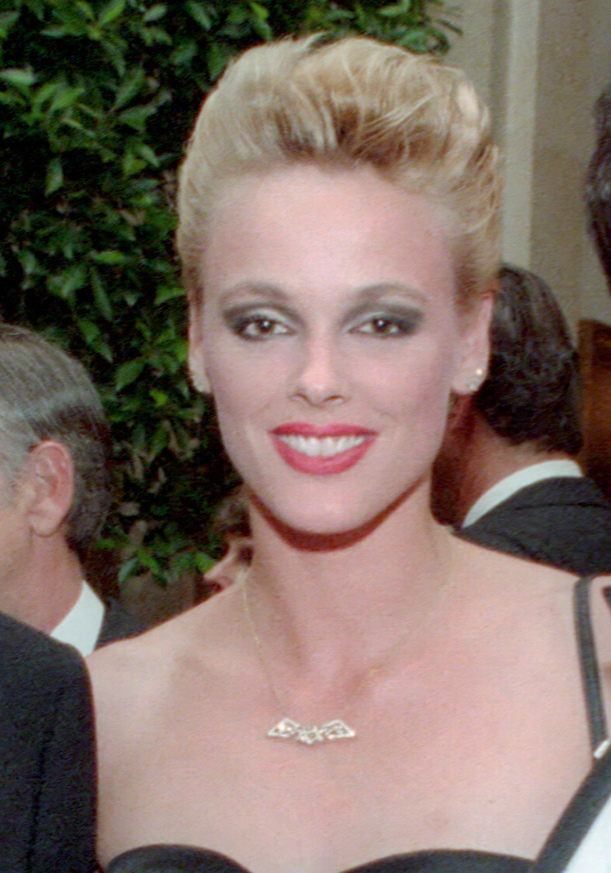
A címszereplőt alakító Brigitte Nielsen 1985-ben

Az Internetes Szinkron Adatbázis szerint 1990-ben készült egy hangalámondásos 1. magyar szinkronváltozat is, de az oldal csupán Paul L. Smith magyar hangját (Boros Zoltán) tünteti fel.
| Színész               | Szerep                       | Magyar hang            | Magyar hang            | Magyar hang            |
| Színész               | Szerep                       | - 2. szinkron - (1992) | - 3. szinkron - (2000) | - 4. szinkron - (2001) |
| --------------------- | ---------------------------- | ---------------------- | ---------------------- | ---------------------- |
| Brigitte Nielsen      | Vörös Szonja                 | Tóth Enikő             | Liptai Claudia         | Major Melinda          |
| Arnold Schwarzenegger | Lord Kalidor                 | Gáti Oszkár            | Gáti Oszkár            | Bede-Fazekas Szabolcs  |
| Sandahl Bergman       | Gedren, Berkubane királynője | Menszátor Magdolna     | Andresz Kati           | Fehér Anna             |
| Paul L. Smith         | Falkon                       | Végvári Tamás          | Csuja Imre             | Csuja Imre             |
| Ernie Reyes, Jr.      | Tarn herceg, Hablock örököse | Minárovits Péter       | Czető Roland           | Czető Roland           |
| Ronald Lacey          | Ikol                         | Márton András          | Melis Gábor            | Juhász György          |
| Pat Roach             | Lord Brytag                  | Helyey László          | Várkonyi András        | Áron László            |
| Terry Richards        | Djart                        | Vass Gábor             |                        | Németh Gábor           |
| Janet Agren           | Varna, Szonja nővére         | Nyírő Bea              | Juhász Judit           |                        |
| Donna Osterbuhr       | Kendra főpapnő               | Prókai Annamária       | Rácz Kati              |                        |

## A film készítése
1983-ban jelentették be először egy Vörös Szonja-film elkészítését, akkor még Ralph Bakshi rendezésében. A gyártási folyamat 1984-re tolódott át és Richard Fleischer lett a rendező, aki a szintén egy Robert E. Howard-művet adaptáló Conan, a pusztítót is leforgatta. A címszerepet felajánlották Sandahl Bergmannak (ő játszotta Conan szerelmét a Conan, a pusztítóban), azonban a színésznő végül a főgonosz Gedren királynő szerepét kapta meg. Szonja megformálására Eileen Davidson neve is felmerült.
A forgatás olaszországi helyszíneken zajlott és 1984 decemberében ért véget, az Abruzzo régió heves esőzései miatt egy kis csúszással.

## Fogadtatás

### Bevételi adatok
A film 17,9 millió amerikai dolláros költségvetésből készült. Észak-Amerikában csupán 6,9 millió dollár bevételt szerzett, így jelentős anyagi bukás lett.

### Kritikai visszhang
A Rotten Tomatoes weboldalon a film 28 kritika összegzése alapján 21%-os értékelésen áll. Az oldal szöveges értékelése szerint „unalmas, gyenge rendezés és nagyon rossz szereposztás jellemzi, ihlet nélküli befejezése Schwarzenegger Barbár-trilógiájának”.
Schwarzenegger később elmondta: „Ez a legrosszabb film, amit valaha készítettem... A gyerekeimnek azt mondtam, ha rendetlenkednek, kénytelenek lesznek egymás után tízszer megnézni a Vörös Szonját. Úgy tűnik, ez bevált, mert sosem volt túl sok problémám egyikükkel sem.”

### Díjak és jelölések
Az 1986-os 6. Arany Málna-gálán a Vörös Szonja három kategóriában kapott jelöléseket: legrosszabb női főszereplő (Nielsen), legrosszabb új sztár (Nielsen, a Rocky IV. című filmmel megosztva) és legrosszabb női mellékszereplő (Bergman). Nielsen végül a legrosszabb új sztárnak járó díjat vehette át.

## Fordítás
- Ez a szócikk részben vagy egészben  a   Red Sonja (1985 film) című angol Wikipédia-szócikk fordításán alapul.  Az eredeti cikk szerkesztőit annak laptörténete sorolja fel. Ez a jelzés csupán a megfogalmazás eredetét és a szerzői jogokat jelzi, nem szolgál a cikkben szereplő információk forrásmegjelöléseként.